# Cavasteron triunguis
Cavasteron triunguis är en spindelart som beskrevs av Baehr och Rudy Jocqué 2000. Cavasteron triunguis ingår i släktet Cavasteron och familjen Zodariidae.
Artens utbredningsområde är Queensland. Inga underarter finns listade i Catalogue of Life.